# ポパスナ
- ポパースナ[1]
- ポパスナヤ

ポパスナ (ウクライナ語: Попасна),  発音、またはポパスナヤ（ロシア語: Попасная）は、ウクライナ東部ルハーンシク州のセヴェロドネツィク地区（ラヨン）の市である。2020年7月のウクライナ最高議会主導の非中央集権化（地方分権）を目指した立法による地方自治体行政区画の改革以前は、旧ポパスナ地区の行政の中心地だった。しかしその改革でポパスナ地区は廃止され、同市はセヴェロドネツィク地区に編入された。また同時にラヨンの下位行政区画であるポパスナ・フロマーダの行政中心地として制定された。
2021年のウクライナ国勢調査局の推計では、居住者数は19,672人としている。
法律上（デ・ジュリ）はウクライナの領土であるが、2022年5月以降、ルガンスク人民共和国による事実上（デ・ファクト）の実効支配地域である。

## 歴史
第二次世界大戦の1941年から1943年の間、ドイツの占領者が市内でナチスの刑務所を運営していた。
地元新聞は1979年3月からポパスナで刊行されている。
2014年6月19日、伝えられるところによればウクライナ軍は親露分離派から町を確保した。 同年7月8日、親露分離派は再度、同市の支配を取り返した。 同月22日、親ウクライナのドンバス大隊が親露分離派から市を再々度奪還した。目撃者の証言によれば、親露分離派はその日町を放棄した。それ以来市は分離派からの継続的な攻撃を受けた 。ポパスナ近隣には地雷が設置された。2015年3月には、市にはいくつかの基本的な製品の店2軒と1軒の薬局しかなく、住民はボランティア組織から食料の配給を受けていた。
2022年ロシアのウクライナ侵攻では、ロシアの民間警備会社であるワグネル・グループがポパスナに拠点を置いていたが、ウクライナ側は2022年8月16日までに、この拠点を攻撃して破壊したと発表。攻撃にはアメリカから供与されたロケット砲システムHIMARSが使用されたと見られている。